# أمريكان غلادياتورز
أمريكان غلادياتورز هي مسابقة تلفزيونية أميركية تمتد من سبتمبر 1989 إلى مايو 1996. تتوافق السلسلة مع مجموعة من الرياضيين الهواة ضد بعضهم البعض، وكذلك في مواجهة المصارعين أشداء في مسابقات القوة والرشاقة.
تم إنشاء الفكرة في الأصل عام 1982 من قبل جوني فيرارو ودان كار، حيث قام دان كار بجمع المصارعين، وقام فيرارو بتمويل وإنتاج المسابقة الأصلية

## الروابط الخارجية
- أمريكان غلادياتورز على موقع IMDb (الإنجليزية)
- أمريكان غلادياتورز على موقع ميتاكريتيك (الإنجليزية)
- أمريكان غلادياتورز على موقع كينوبويسك (الروسية)
- أمريكان غلادياتورز على موقع قاعدة بيانات الفيلم (الإنجليزية)